# Джили Купър
Джили Купър (на английски: Jilly Cooper) е английска журналистка и писателка на произведения в жанра драма, любовен роман, детска литература и документалистика.

## Биография и творчество
Джили Купър е родена на 21 февруари 1937 г. в Хорнчърч, Есекс, Англия. Израства в Илкли и Съри. Учи в училището „Морфийлд“ в Илкли и „Годолфин“ в Солсбъри. След завършване на средното си образование, в периода 1956 – 1959 г. работи като младши репортер за „The Middlesex Independent“. После работи на много други места като копирайтър, рецепционист, и др. После, в периода 1969 – 1982 г., работи като колумнист в „The Sunday Times“, където пише за брак, секс и домакинска работа. През 1982 г. се премества в „The Mail on Sunday“, където работи още пет години.
През 1961 г. се омъжва за Лео Купър, издател на книги за военна история. Имат две осиновени деца. През 1982 г. се преместван в Страуд, Глостършър.
Въз основа на работата си като колумнист публикува първата си книга „How to Stay Married“ (Как да останеш женен) през 1969 г. Следват „How to Survive from Nine to Five“ (Как да оцелеем от девет до пет) и сборника ѝ „Jolly Super“ през 1970 г.
Първият ѝ роман „Emily“ (Емили) е издаден през 1975 г. По романа ѝ „Октавия“ от 1977 г., през 2009 г. е направен едноименен телевизионен филм.
Първият ѝ роман „Riders“ (Ездачите) от поредицата „Рутшайърски хроники“ е издаден през 1985 г. Романът става бестселър в списъка на „Ню Йорк Таймс“ и я прави известна. През 1993 г. е екранизиран в едноименния телевизионен филм с участието на Маркъс Гилбърт, Майкъл Прайд и Арабела Холцбог.
Покровител е на благотворителния тръст „Celia Cross Greyhound“.
През 2004 г. е удостоена с отличието Офицер на Ордена на Британската империя за цялостното си литературно творчество, а през 2012 г. с отличието Командор на Ордена на Британската империя за литературната си дейност и благотворителност. През 2013 г. е удостоена с отличието „доктор хонорис кауза“ от университета в Глостършър.
Джили Купър живее в Страуд.

## Произведения

### Самостоятелни романи
- Emily (1975)
- Bella (1976)
- Harriet (1976)
- Octavia (1977)
- Prudence (1978)
- Imogen (1978)
- Lisa and Co (1982)
- Araminta's Wedding (1993)

### Серия „Рутшайърски хроники“ (Rutshire Chronicles)
1. Riders (1985)
2. Rivals (1988) – издаден и като „Players“
3. Polo (1991)
4. The Man Who Made Husbands Jealous (1993)
Мъжът, който караше съпрузите да ревнуват, изд. „Venus press“ (2004), прев.
5. Appassionata (1996)
6. Score! (1999)
7. Pandora (2002)
8. Wicked! (2006)
9. Jump! (2010)
10. Mount! (2016)

### Разкази
- „Обрати на съдбата“ в „Английски хумор за ценители“, изд. „Кронос“ (2005), прев.

### Новели
- Kate's Wedding (2011)
- A Pressing Engagement (2011)
- The Ugly Swan (2011)
- An Uplifting Evening (2011)

### Сборници
- Harriet and Octavia (1999)

### Документалистика
- How to Stay Married (1969)
- How to Survive from Nine to Five (1970)
- Jolly Super (1970)
- Embroidery Can Be Fun (1971)
- Men and Super Men (1972)
- Jolly Super Too (1973)
- Women and Superwomen (1974)
- Jolly Superlative (1975)
- Supermen and Superwomen (1976)
- Work and Wedlock (1977)
- Superjilly (1977)
- Class (1979)
- The British in Love (1980)
- Supercooper (1980)
- Intelligent and Loyal (1981)
- Love and Other Heartaches (1981)
- Jolly Marsupial (1982)
- Animals in War (1983)
- Beyond Bartlett (1984)
- The Common Years (1984)
- On Rugby (1984) – с Лео Купър
- On Cricket (1985)
- Hotfoot to Zabriskie Point (1985)
- Horse Mania! (1986)
- How to Survive Christmas (1986)
- Turn Right At the Spotted Dog (1987)
- Angels Rush in (1990)
- Mongrel Magic (1992)
- Between the Covers (2020)

### Детска литература
- Little Mabel (1980)
- Little Mabel's Great Escape (1981)
- Little Mabel Wins (1982)
- Little Mabel Saves the Day (1985)

### Екранизации
- 1971 Comedy Playhouse – тв сериал, 1 епизод
- 1971 It's Awfully Bad for Your Eyes, Darling – тв сериал, 7 епизода
- 1977 Romance – тв сериал, 1 епизод
- 1977 Three Piece Suite – тв сериал, 1 епизод
- 1993 Riders – тв филм
- 1997 The Man Who Made Husbands Jealous – тв минисериал, 3 епизода
- 2009 Octavia – тв филм